# Yvon Briant
Pour les articles homonymes, voir Briant.
Yvon Briant, né le 5 mai 1954 à Lesneven et mort le 13 août 1992 près de Calvi, est un entrepreneur et un homme politique français, membre du Centre national des indépendants et paysans (CNIP).

## Biographie

### Carrière militaire
Yvon Briant s'engage dans l'armée française à l'École d'enseignement technique de l'armée de terre à Issoire (8e promotion), puis sert au 1er régiment de chasseurs parachutistes de Pau, puis à la base des nageurs de combat d'Aspretto, au grade de sergent-chef.

### Carrière professionnelle
En 1978, à vingt-quatre ans, il choisit la vie civile. Il crée une entreprise de travaux publics sur des sous-marins, à Dunkerque. Puis une entreprise de gardiennage dans le Val-d'Oise.

### Carrière politique
Il adhère au Rassemblement pour la République de Jacques Chirac, dans la fédération du Val-d'Oise. En 1979, il adhère également au Club de l'horloge et devient directeur de Contrepoint, revue rachetée par Yvan Blot et organe non officiel du club, jusqu'à sa dissolution en 1986.
Après les élections municipales de 1983, Yvon Briant quitte le RPR et adhère au Centre national des indépendants et paysans deux ans plus tard. Il en devient le secrétaire général adjoint.
Comme Édouard Frédéric-Dupont à Paris et Michel de Rostolan dans l'Essonne, Yvon Briant est élu député sur une liste Rassemblement national (FN-CNIP) lors des élections législatives de mars 1986. Il est élu vice-président du groupe  mais démissionne de cette fonction dès le mois de juin pour marquer son désaccord avec les votes du FN contre le gouvernement. En juillet, il est exclu du groupe FN et siège, alors, avec les non-inscrits aux côtés de Bruno Chauvierre. En janvier 1987, il devient secrétaire général du CNIP, avec le soutien de Philippe Malaud. Ce dernier le destitue le 8 octobre suivant. La décision est reportée mais ensuite confirmée par le comité directeur le 24 novembre. Il est cependant renommé au poste de secrétaire général le 16 décembre de la même année.
En mai 1988, il soutient Jacques Chirac à l'élection présidentielle. Il perd son siège de député, mais est élu, en juin 1989, député européen sur la liste RPR-UDF menée par Valéry Giscard d'Estaing. 
En décembre 1989, il est élu président du CNIP.
En mars 1992, il devient conseiller régional d'Île-de-France, seul élu d'une liste CNIP autonome, dans le Val-d'Oise.

### Mort
Le 13 août 1992, il emprunte un avion alors qu'il se trouve en déplacement en Corse dans le cadre de la campagne sur la ratification du traité de Maastricht. Peu après le décollage de l'aéroport de Calvi-Sainte-Catherine, l'appareil qui le transporte est rabattu par le vent, s'écrase sur une colline près du col de Marsolino et prend feu. Il est tué ainsi que sa femme, Nathalie, directrice générale du groupe NRJ, leur fils unique Hugues, âgé de huit ans, et le pilote David Vallier.